# عبد الرحمن البعيجان
عبد الرحمن البعيجان ، (1939 - 2000) ملحن كويتي.

## حياته ومسيرته
عبد الرحمن حمد عبد الرحمن البعيجان من مواليد مدينة الكويت وتحديدا في منطقة جبلة من عام 1939 ، وله ثلاثة من الأبناء يعملون في المجال الاعلامي واشتهر ابنه حمد الملقب بـ«الشارخ» بكتابة الأغنيات بينما أكمل ابنه محمد مسيرة والده وصاغ ألحانا من الأغنيات لمطربي الجيل الجديد، وفضل ابنه مشاري العمل في مجال الاعداد التلفزيوني، اما بداياته فقد كانت عام 1960 من خلال أغنية «خليني على بالك» حيث تقدم بها إلى لجنة الاستماع والنصوص بالإذاعة وكان آنذاك لا يقرأ أو يكتب النوتة فوجد نفسه في مأزق حيث نسى مقاطع من الأغنية، مما أضطره إلى تلحين الأغنية من جديد في نفس الوقت الذي كان يقوم بعمل البروفات، وفي بداية الستينات قدم مجموعة من الألحان لعدد من المطربين المعروفين والشباب مثل أحمد عبد الكريم، وخليفة بدر، وعبد الكريم عبد القادر، ومصطفى أحمد، وفي عام 1965 قام بتلحين مجموعة من الأغنيات الرائعة التي أبهرت المستمع ومنها «تكون ظالم» وأغنية «آه يا بو الموقه» كلمات جاسم الشهاب وغناء الفنان المعتزل حسين جاسم، وتعتبر هاتان الأغنيتان من الأعمال التي كانت وراء بروزه كملحن متميز.

## أبرز ألحانه

### مععبد الكريم عبد القادر
- ما نسيناه
- ليل السهارى
- نعم نحبك
- لا تسالوني من احب
- وين مرساك
- حبه يا قلبي
- زوار
- الله ياني ولهان
- بالهون
- تعيش وتسلم
- تكون ظالم
- سر المحبة
- منزلك عيني
- ناطرين احباب
- عزيز وغالي

### أشهر الحانة مع الفنان حسين جاسم
- بو الموجة
- الفرحة طابت
- شوصف فيك
- لي خليل حسين
- توني عرفتك زين

### أشهر الحانة مع الفنان مصطفى أحمد
- الله يا الدنيا
- وايد وايد
- ما درينابك
- مكتوب علينا
- علينا غالين
- رواح
- بواق القلوب

### أشهر الحانة مع الفنان يحيى أحمد
- شيل يا قلبي وخل
- لبنه على لبنه (يا كويتنا يل حبيبه)
- تشغلنا

### أشهر الحانة مع الفنان الراحل خليفه بدر
- غاب بدري
- اللي يحب الزين
- بشاير
- والله يا الأزرق
- يا خفيف الطينة

### أشهر الحانة للفنان صالح الحريبي
- هب الهوى
- عيد يا سعيد

### أشهر الحانة مع الفنان المنولجست محمد لويس
- يا قميره
- الزواج
- يا طوير هندي
- سفينتنا
- الدنيا مظاهر

لحن اوبريت (صايمين) للفنان عبد الحسين عبد الرضا
قدم لحن يتيم لاغنيه وطنية للفنان الراحل عوض الدوخي
- يمين الله

### أشهر الحانة مع الفنانةوردة الجزائريةسنة 1976
- يا ترى نرجع حبايب

قدم العديد من الالحان للعديد من من المطربين والمطربات العرب امثال (شريفه فاضل - شهرزاد - سعاد محمد - بديعه صادق - عليه التونسيه - كارم محمود وغيرهم).